# Vereinigte Bühnen Bozen
Le Vereinigte Bühnen Bozen (it. Teatri riuniti di Bolzano) sono l'omologo in lingua tedesca del Teatro Stabile di Bolzano e sono, come quest'ultimo, la più importante istituzione teatrale dell'Alto Adige. Le Vereinigte Bühnen sono nate dall'unione di quattro associazioni teatrali di Bolzano.

## Storia
Le Vereinigte Bühnen sono nate nel 1992 dall'unione di quattro associazioni teatrali preesistenti: Südtiroler Ensembletheater, Initiative, Kleinkunstbühne e Bozner Talferbühne. La Città di Bolzano entra per la prima volta a far parte del consiglio di amministrazione di un'associazione teatrale in lingua tedesca. Tra il 1995 e il 1999 il teatro si sviluppa con un'organizzazione professionale ospitando importanti musical, opera e pezzi teatrali. Nel 1999 il teatro troverà una sede adeguata nel nuovo Teatro Comunale del capoluogo e dal cambio d'intendenza nel 2001 che porta un'aria di novità e un notevole numero di produzioni proprie e l'inizio di collaborazioni con il Teatro Stabile in lingua italiana. Il nuovo Statuto del 2003 stabilisce la funzione pubblica del teatro.